# Good Deeds
Good Deeds è un film del 2012 diretto da Tyler Perry.